# Forte de São João Batista de Ternate

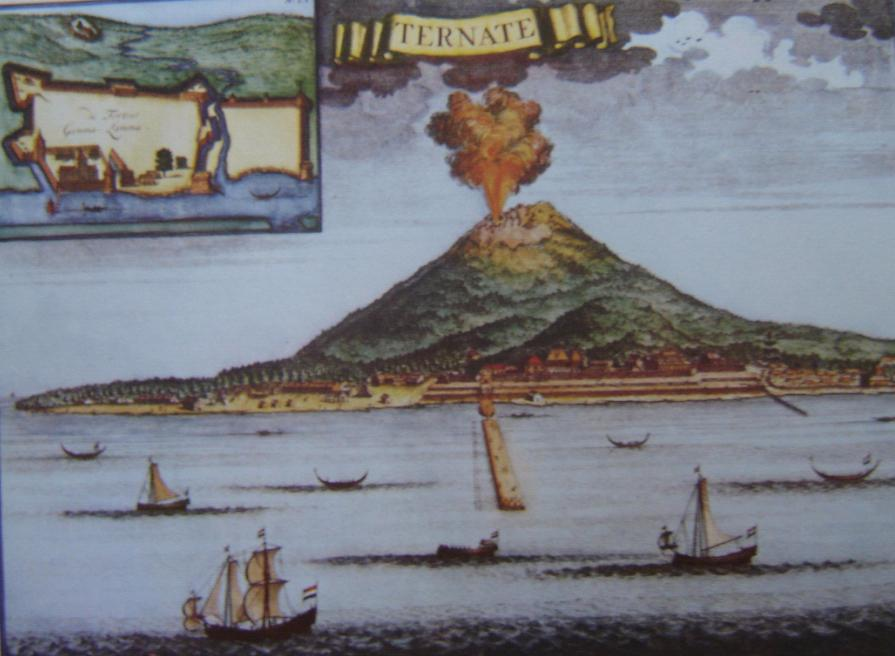
Ternate, Indonésia: mapa de 1720, mostrando a fortificação.

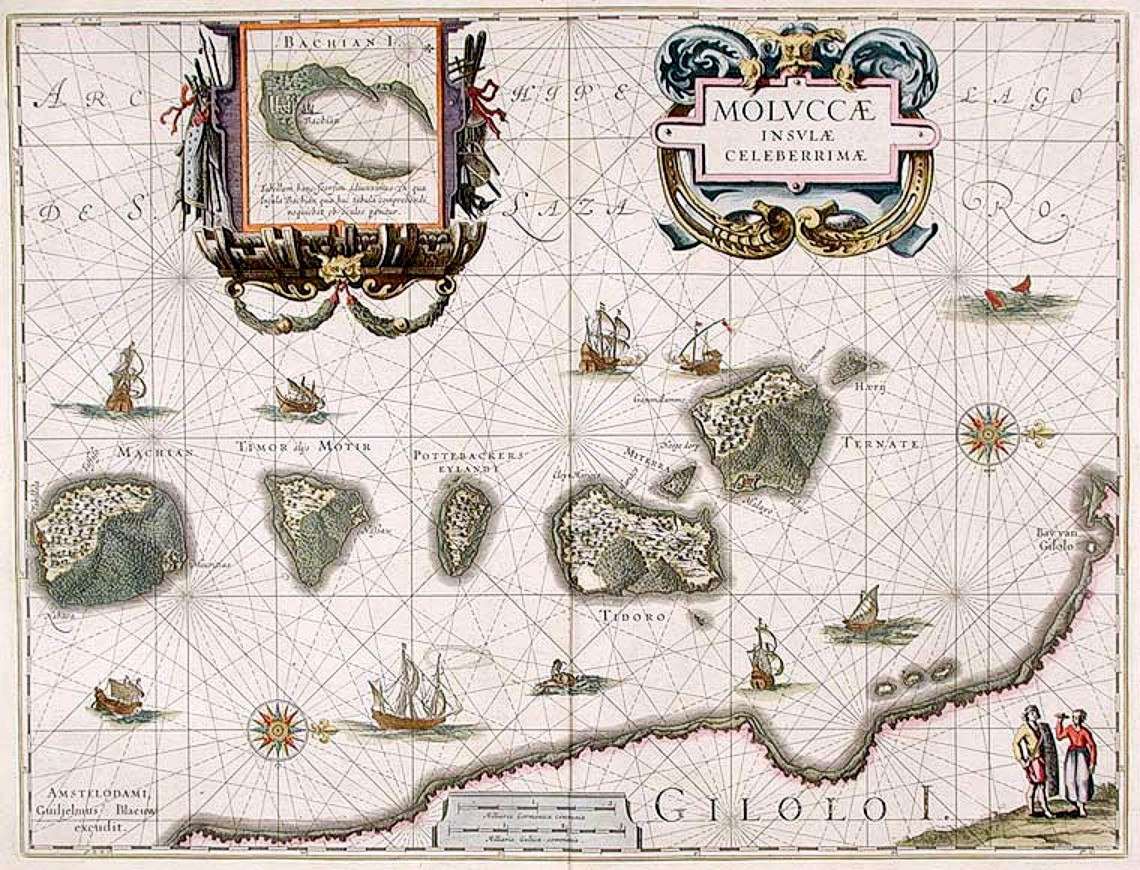
"Moluccæ Insulæ Celeberrimæ". (Willem Blaeu, 1630): note-se o detalhe da batalha entre Neerlandeses e Portugueses ao largo de Ternate.

O Forte de São João Baptista de Ternate, também conhecida como Fortaleza de Ternate ou Fortaleza de Maluco, localizava-se na ilha de Ternate, no arquipélago das Molucas, na atual Indonésia.
Primeira fortificação europeia na região, destinava-se a servir como feitoria, apoiando o comércio de especiarias nas ilhas do arquipélago. Mesmo periférica ao Estado Português da Índia, foi o principal entreposto comercial português no Oceano Pacífico, no século XVI.

## História

### Antecedentes
A primeira expedição portuguesa às Molucas, sob o comando de António Abreu, partiu de Malaca em 1511, tendo alcançado Amboina e as ilhas Banda em 1512. Os primeiros europeus a chegar a Ternate foram os sobreviventes da expedição de Francisco Serrão que, também tendo partido Malaca em 1511, teve a sua nau capitânia, a Sabaia, encalhada em um recife próximo à ilha Lucopino (Nusa Penju), de onde terão passado a Amboina. O sultão de Ternate, Abu Lais, tendo notícia do incidente, e entrevendo uma oportunidade de aliar-se com uma poderosa nação estrangeira, trouxe os tripulantes para Ternate em 1512, acolhendo Serrão como seu conselheiro pessoal.
A partir de 1513, os portugueses passaram a enviar uma frota anual de comércio às chamadas "Ilhas das Especiarias". A primeira, sob o comando do capitão António de Miranda de Azevedo, instalou duas pequenas feitorias, uma em Ternate e outra em Batjan.

### A fortificação de Ternate
Uma armada de nove navios, sob o comando de Jorge de Brito (irmão do 2.º capitão do Ceilão português, Lopo de Brito), partiu de Lisboa em 1520, com a missão específica de construir uma fortaleza na ilha de Ternate, primeira iniciativa da Coroa Portuguesa destinada ao estabelecimento efectivo e permanente na região. Jorge de Brito pereceu em combate em Achém, tendo o seu irmão, António de Brito, assumido a empreitada, principiando a construção da Fortaleza de São João Batista em 24 de Junho de 1522. A fortaleza tinha a função de feitoria, com Regimento próprio, de vez que D. Manuel I (1495-1521), dali desejava assegurar o controle do fluxo do cravo e demais especiarias, frente à ameaça representada por Castela, especialmente após a viagem de circum-navegação de Fernão de Magalhães (1519-1522). A existência de um bom porto em Ternate, que a vizinha ilha de Tidore não possuía, foi o factor decisivo para a escolha do local para a fortaleza, que distava uma légua de Talangame, porto de águas profundas capaz de servir de ancoradouro às naus vindas da Índia. A fortaleza assentava sobre um recife alto, junto do qual existia um poço de água potável, onde navios de pequeno porte podiam encontrar abrigo seguro e fazer aguada.
Inicialmente uma simples tranqueira em material perecível, a fortaleza, que em 1525 ainda se encontrava inacabada, foi reconstruída em pedra com uma pequena torre de dois pavimentos, depois elevada para três, em que apenas os cunhais eram em cantaria. A fortificação apresentava planta quadrangular, com muros de 24 a 27 braças de comprimento com 12 de espessura na base e 8 no topo. Segundo o cronista António Galvão, que foi capitão de Ternate, a parte da muralha voltada para terra oferecia fraca defesa por ser demasiado baixa, apesar de, com os seus 25 palmos, exceder em altura a de Malaca. Efectivamente, a fortaleza, ou "castelo", como também lhe chama Gabriel Rebelo, foi projectada tendo em vista a ameaça das armadas castelhanas e seus aliados de Tidore e Jailolo. Apesar de inatingível pela artilharia dos navios, descurou-se a possibilidade de um ataque pela retaguarda por parte dos naturais da própria ilha.
As relações entre ambos os povos foram tensas desde o início. Um entreposto comercial avançado tão distante da Europa, de forma geral só atraía os aventureiros mais ambiciosos ou desesperados, de tal modo que o comportamento geralmente sofrível dos europeus, combinado com as débeis tentativas de cristianização mantiveram as relações tensas com os muçulmanos de Ternate.
Por esta razão, os habitantes locais não colaboraram na construção da fortaleza, suportando os soldados portugueses todo o trabalho braçal.
Quando a expedição espanhola sob o comando de García Jofre de Loaísa chegou às Molucas em 1526, erguendo um forte na ilha vizinha de Tidore, Portugal atacou-a a partir deste forte em Ternate.
O engenheiro militar e superintendente das obras das fortificações portuguesas no Oriente, Fernão de Sousa, esteve nas Molucas durante o governo do capitão D. Jorge de Castro (1539-1544), sendo possívelmente responsável pela construção do primeiro dos dois baluartes que se acrescentaram nos ângulos da fortaleza voltados para o mar. Estes baluartes encontravam-se arruinados já em 1570, devido às contínuas escaramuças dos portugueses com os habitantes da ilha. Os quartéis da tropa e os armazéns eram cobertos por fibra de palmeira, sendo o soberano de Jailolo obrigado ao tributo anual de três mil "olas" (folhas de palmeira nativa utilizadas para escrita), o que raramente fez. A povoação portuguesa, junto aos muros da Fortaleza, possuía uma paliçada de madeira para defendê-la.
Após o assassinato do sultão Hairun pelos Portugueses, os habitantes de Ternate expulsaram-nos em 1575, após um longo cerco de cinco anos a este forte. Amboina converteu-se, a partir de então, no novo centro de actividades Portuguesas nas Molucas. O poder europeu na região era débil e Ternate tornou-se uma potência regional em expansão, ferozmente islâmica e antiportuguesa sob os reinados do sultão Baab Ullah (r. 1570-1583) e seu filho, o sultão Said.

### O domínio Neerlandês
Ocupada por neerlandeses, no contexto da Dinastia Filipina a fortaleza foi reconquistada em 1606 por uma armada luso-espanhola, tendo o sultão de Ternate e a sua corte sido deportados para Manila, nas Filipinas.
No ano seguinte, os neerlandeses retornaram a Ternate, onde, com o auxílio dos habitantes, ergueram um forte em Malaio. A ilha passou a ser dividida entre as duas potências europeias: os espanhóis aliados a Tidore e os neerlandeses, a Ternate.
Para os governantes de Ternate, a presença neerlandesa foi especialmente bem-vinda, uma vez que lhes proporcionou vantagens militares diante de Tidore e dos espanhóis. Nomeadamente sob o governo do sultão Hamzah (r. 1627-1648), Ternate expandiu o seu território e reforçou o seu controlo sobre a periferia. A influência neerlandesa em seu reinado foi limitada, embora Hamzah e seu filho e sucessor, o sultão Mandar Syah (r. 1648-1675) tenham feito concessões à Companhia Neerlandesa das Índias Orientais (VOC) em troca pelo auxílio no controle de rebeliões locais. Os espanhóis permaneceram em Ternate e Tidore até 1663, quando foram definitivamente expulsos pelos neerlandeses.
No século XVIII Ternate foi a sede de um governador da VOC, que tentava controlar todo o comércio de especiarias ao norte das Molucas. Este comércio, até ao século XIX, declinou substancialmente, razão pela qual a região tornou-se cada vez menos central para o império colonial neerlandês. Entretanto, os neerlandeses mantiveram a sua presença estratégica na região, de modo a evitar que outras potências coloniais o ocupassem.